# Bernardo Gomes de Brito
Pour les articles homonymes, voir Brito.
Ne doit pas être confondu avec Bernardo de Brito.

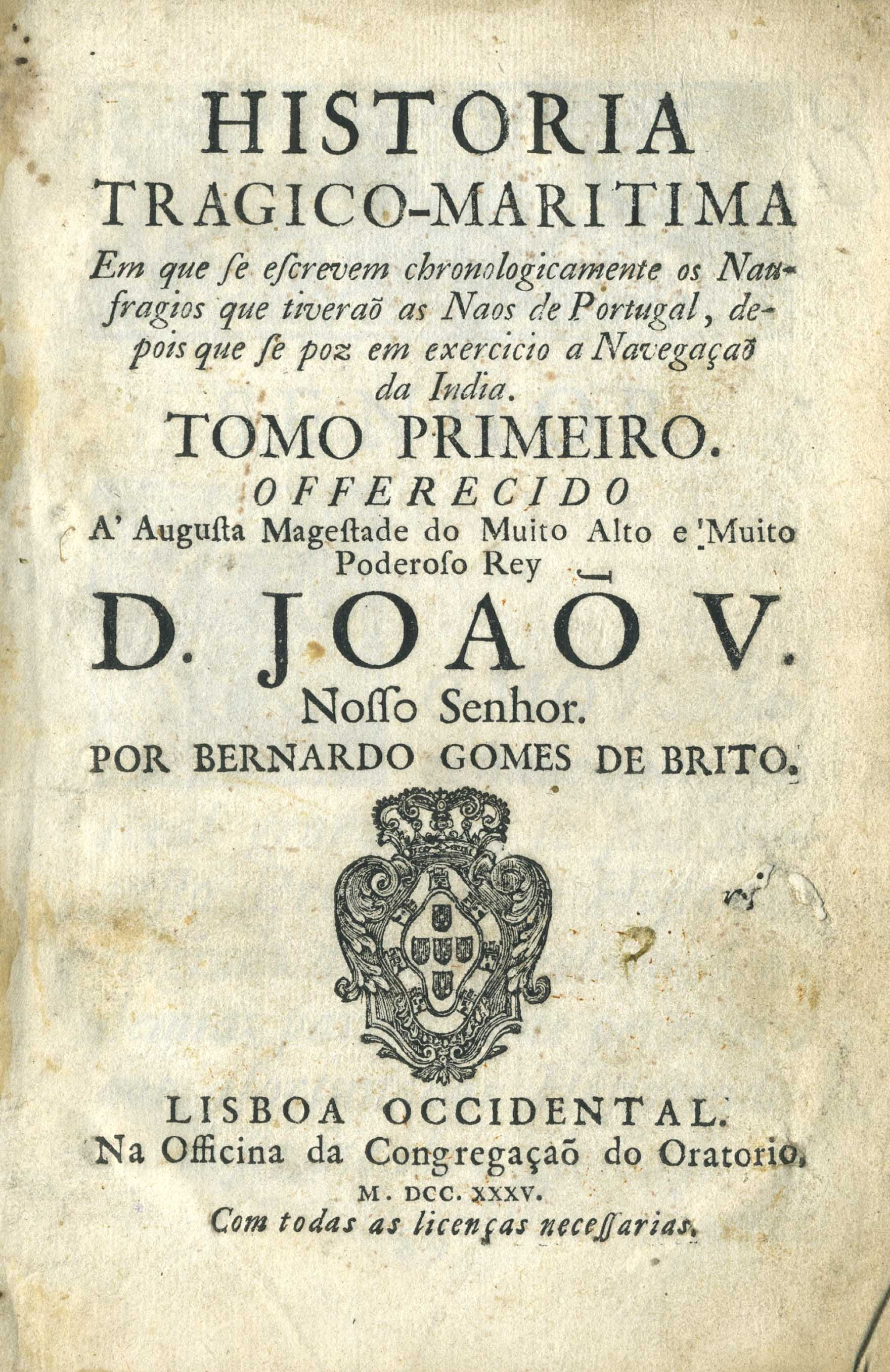
Frontispice de l' Histoire tragique-maritime, Lisbonne, 1735.

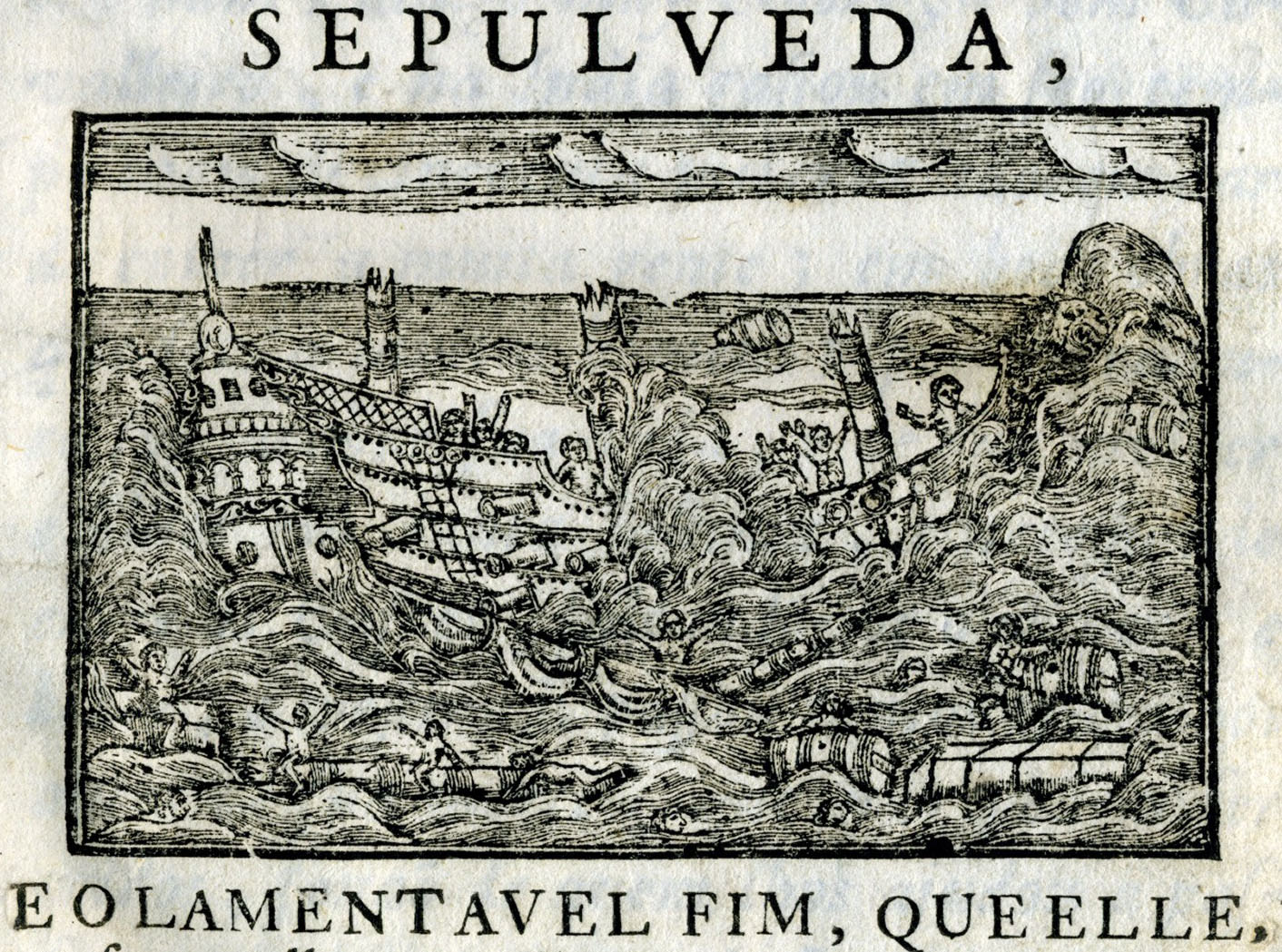
Épave du "Galeão Grande S. João"

Bernardo Gomes de Brito (Lisbonne, 20 mai 1688 - mort après 1759) est un érudit portugais, connu pour avoir rassemblé en volumes les rapports de naufrages appelés « Histoires tragico-maritimes ».

## Biographie
Les rares éléments de biographie proviennent de Diogo Barbosa Machado qui donne seulement sa date de naissance.
Bernardo Gomes de Brito réunit douze relations de naufrages dont furent victimes, deux siècles plus tôt, galères et navires de son pays. Ces récits sont sélectionnés parmi de nombreuses brochures distribuées avec succès par les colporteurs.
Inocêncio Francisco da Silva l'évoque ainsi : «Avec une curiosité et une diligence louables, il rassembla une vaste collection de rapports et de nouvelles sur les naufrages et les événements malheureux survenus aux navigateurs portugais, en la divisant en cinq volumes, dont il ne publia que les deux premiers, ignorant leur sort. Les États de Barbosa étaient prêts à être imprimés à leur époque. Cet ouvrage bien connu s'intitule : Histoire tragico-maritime, dans laquelle les naufrages des navires portugais sont écrits chronologiquement, après la mise en service de la Navigation de l'Inde . Lisbonne, au Off. de la Congrégation de l'Oratoire; tome I, 1735. 4e du XVI–479 page. — Tome II, 1736. 4e du XVI–538 pages. »

## Liens extérieurs
- Notices d'autorité :   - VIAF
  - ISNI
  - BnF (données)
  - IdRef
  - LCCN
  - GND
  - Italie
  - CiNii
  - Pays-Bas
  - Israël
  - NUKAT
  - Vatican
  - Australie
  - Portugal
  - WorldCat